# Siège de Padoue
Guerre de la Ligue de Cambrai
Le siège de Padoue fut un engagement majeur au début de la guerre de la Ligue de Cambrai.
Les forces impériales avaient capturé la ville vénitienne de Padoue en juin 1509. Le 17 juillet, les forces vénitiennes commandées par Andrea Gritti marchèrent rapidement depuis Trévise avec un contingent de stradioti et reprirent la ville, qui avait été mise en garnison par des lansquenets engagés par l'empereur Maximilien Ier. En réponse, l'empereur leva une armée, composée principalement de mercenaires, et décida d'envahir la Vénétie pour tenter de la reconquérir.
Début août 1509, Maximilien partit de Trente avec quelque 35 000 hommes et se dirigea vers le sud en territoire vénitien ; là, il fut rejoint par des contingents français et pontificaux. En raison d'un manque de chevaux et d'une mauvaise organisation, l'armée n'atteignit Padoue qu'à la mi-septembre, ce qui permit au commandant vénitien Niccolò di Pitigliano de concentrer ce qui restait de l'armée de Venise après Agnadel, ainsi que plusieurs compagnies de volontaires de Venise.
Le siège a commencé le 15 septembre. Pendant deux semaines, l'artillerie impériale et française bombarda la ville, réussissant à briser les murs ; mais les troupes attaquantes furent repoussées par une résistance vénitienne déterminée lorsqu'elles tentèrent d'entrer. Un assaut de 7 500 lansquenets dans le secteur des murs de Codalunga (celui qui fut le plus bombardé pendant le siège) fut repoussé par le commandant mercenaire Citolo da Perugia, dont les mines tuèrent 300 assaillants et en blessèrent 400 autres. Le 30 septembre, Maximilien, incapable de payer ses mercenaires, leva le siège ; laissant un petit détachement en Italie sous les ordres du duc d'Anhalt, il se retira au Tyrol avec l'essentiel de son armée.
La défaite fut une perte de face majeure pour Maximilien, et le Saint-Empire romain germanique ne tentera pas une nouvelle invasion de l'Italie avant 1516.